# Renault Captur II
La seconda generazione della Renault Captur è un'autovettura di tipo crossover SUV prodotta della casa automobilistica francese Renault dal 2019. 
Dal 2022 viene venduta in Europa anche con il nome di Mitsubishi ASX.

## Descrizione
Nel 2019 viene presentata al Salone dell'automobile di Francoforte la seconda generazione della Captur, sviluppata sul nuovo pianale CMF-B, che condivide con la quinta generazione della Renault Clio e la seconda generazione della Nissan Juke.
La Captur II è più alta e lunga rispetto alla generazione precedente, andandosi a porre nel segmento delle SUV di medie dimensioni.
Al lancio sono disponibili due motorizzazioni turbocompresse a benzina da 1,0 litro tre cilindri e 1,3 litri quattro cilindri della famiglia Renault H5Ht e un motore turbodiesel da 1,5 litri. In seguito ha debuttato anche una variante ibrida sviluppata e ingegnerizzata congiuntamente dalla Renault-Nissan e da Mitsubishi. Nell'estate 2020 i motori diesel sono stati rimossi dal listino.
Al Salone di Bruxelles 2020 Renault ha presentato la Captur E-Tech Plug-in. Questa versione ibrida plug-in è equipaggiata col motore H4M Renault-Nissan da 1,6 litri con 91 CV a ciclo Atkinson, abbinato a un motogeneratore da 34 CV e un motore elettrico da 67 CV, per una potenza totale di 160 CV. L'energia generata dal recupero in frenata o prodotta dal motore termico o attraverso la ricarica della batteria a una presa elettrica, viene immagazzinata in una batteria agli ioni di litio da 9,8 kWh, consentendo un'autonomia di 50 km in modalità completamente elettrica secondo il ciclo WLTP. Il motogeneratore è collegato direttamente al motore termico tramite degli ingranaggi al volano anziché attraverso una cinghia dentata in gomma. Il suo ruolo è quello di avviarlo, assisterlo in fase di accelerazione e veleggio o di produrre elettricità. Il motore elettrico principale ha a sua volta 2 marce di funzionamento e si trova attaccato al cambio.
Il sistema moto-propulsore si caratterizza per l'assenza della frizione e per il cambio dotato di 4 marce non sincronizzate a ingranaggi con filettatura dritta anziché obliqua come sulle vetture della tradizione, utilizzando un sistema simile a quello dei cambi a innesti frontali. Quando è richiesta maggiore potenza o la batteria è scarica, il motore si collega al cambio e direttamente alle ruote per dare trazione; uno dei due motori elettrici funge da sincronizzatore, in maniera tale da allineare i giri del motore a quelli delle ruote, evitando le cosiddette "grattate". Per semplificare, ridurre il peso e gli ingombri, il motore termico ha solo 8 valvole (due sole per cilindro), alcuni organi meccanici ausiliari come la pompa dell'acqua e dell'olio, il compressore del climatizzatore e il servofreno non funzionano come di consueto mediante il movimento meccanico del motore, ma sono elettrici.
La versione ibrida semplice ha debuttato a ottobre 2020. Utilizza lo stesso motore da 1,6 litri con 91 CV, però viene abbinato a un motogeneratore da 20 CV e a un motore elettrico da 48 CV, per una potenza totale di 145 CV.

### Restyling 2024

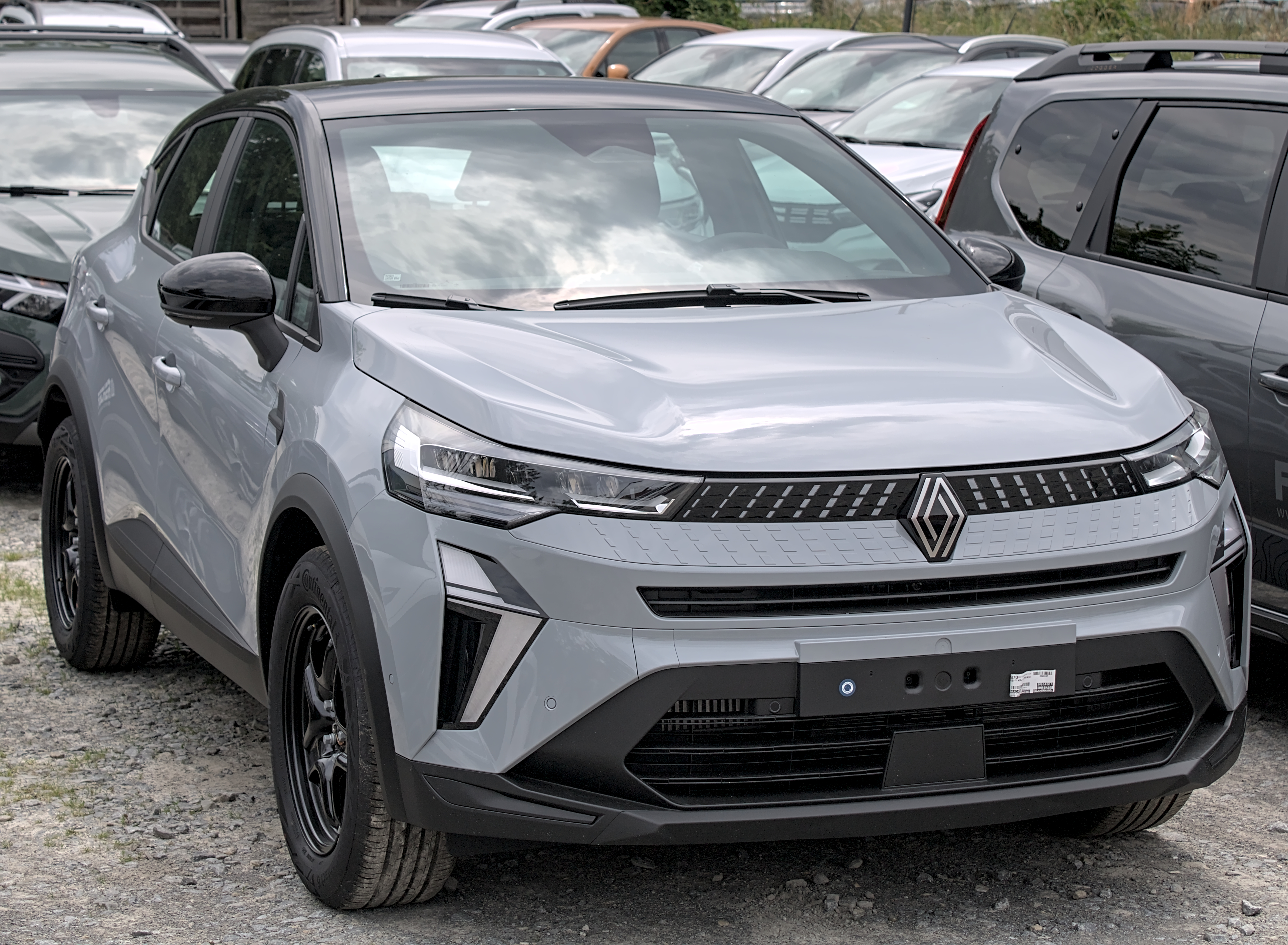
Restyling 2024

Le novità principali si concentrano soprattutto nel frontale, con la firma luminosa verticale delle Renault più recenti, il nuovo logo e il cofano orizzontale. Al posteriore le plastiche dei fari sono ora trasparenti, mentre all’interno sparisce la pelle e i rivestimenti dei sedili utilizzano tessuti in gran parte riciclati. Tra gli allestimenti disponibili si aggiunge la top di gamma Esprit Alpine.

## Motorizzazioni
| Modello                         | Disponibilità    | Motore                           | Cilindrata (cm³) | Potenza                                          | Coppia massima (Nm) | Emissioni CO2 (g/km) | 0-100 km/h (secondi) | Velocità max (km/h) | Consumo medio (km/l) |
| 1.0 TCe                         | dal 2021         | Benzina                          | 999              | 67 kW (91 CV)                                    | 168                 | 132                  | 13,5                 | 170                 | 17,2                 |
| 1.0 TCe                         | dal 2019 al 2021 | Benzina                          | 999              | 74 kW (101 CV)                                   | 160                 | 100                  | 11,8                 | 187                 | 22,7                 |
| 1.3 TCe                         | dal 2019 al 2021 | Benzina                          | 1333             | 96 kW (131 CV)                                   | 240                 | 119                  | 9,0                  | 200                 | 19,2                 |
| 1.3 TCe                         | dal 2022 al 2024 | Ibrido leggero, benzina          | 1333             | 103 kW (140 CV)                                  | 260                 | 130                  | 10,3                 | 196                 | 17,5                 |
| 1.3 TCe                         | dal 2024 al 2025 | Ibrido leggero, benzina          | 1333             | 117 kW (159 CV)                                  | 270                 | 132                  | 8.5                  | 180                 | 17,0                 |
| 1.6 E-Tech full hybrid          | dal 2021 al 2025 | Ibrido autoricaricabile, benzina | 1598             | 69 kW (94 CV) + 37 kW (49 CV) = 105 kW (143 CV)  | 148                 | 110                  | 10,6                 | 170                 | 20,4                 |
| 1.6 E-Tech plug-in hybrid       | dal 2020 al 2024 | Ibrido ricaricabile, benzina     | 1598             | 69 kW (94 CV) + 48 kW (65 CV) = 117 kW (159 CV)  | 205                 | 30                   | 10,1                 | 173                 | 76,9                 |
| 1.8 E-Tech full hybrid          | dal 2025         | Ibrido autoricaricabile, benzina | 1789             | 80 kW (109 CV) + 36 kW (49 CV) = 118 kW (160 CV) | 149                 | 99                   | 8,9                  | 180                 | 22,7                 |
| 1.5 Blue dCi                    | dal 2019 al 2020 | Gasolio                          | 1461             | 70 kW (95 CV)                                    | 220                 | 100                  | 15,3                 | 170                 | 21,4                 |
| 1.5 Blue dCi                    | dal 2019 al 2020 | Gasolio                          | 1461             | 85 kW (116 CV)                                   | 260                 | 106                  | 10,8                 | 188                 | 22,0                 |
| 1.0 TCe GPL Dal 2024: 1.0 ECO-G | dal 2019         | GPL                              | 999              | 74 kW (101 CV)                                   | 160                 | 119                  | 13,0                 | 173                 | 13,2                 |

## Mitsubishi ASX II

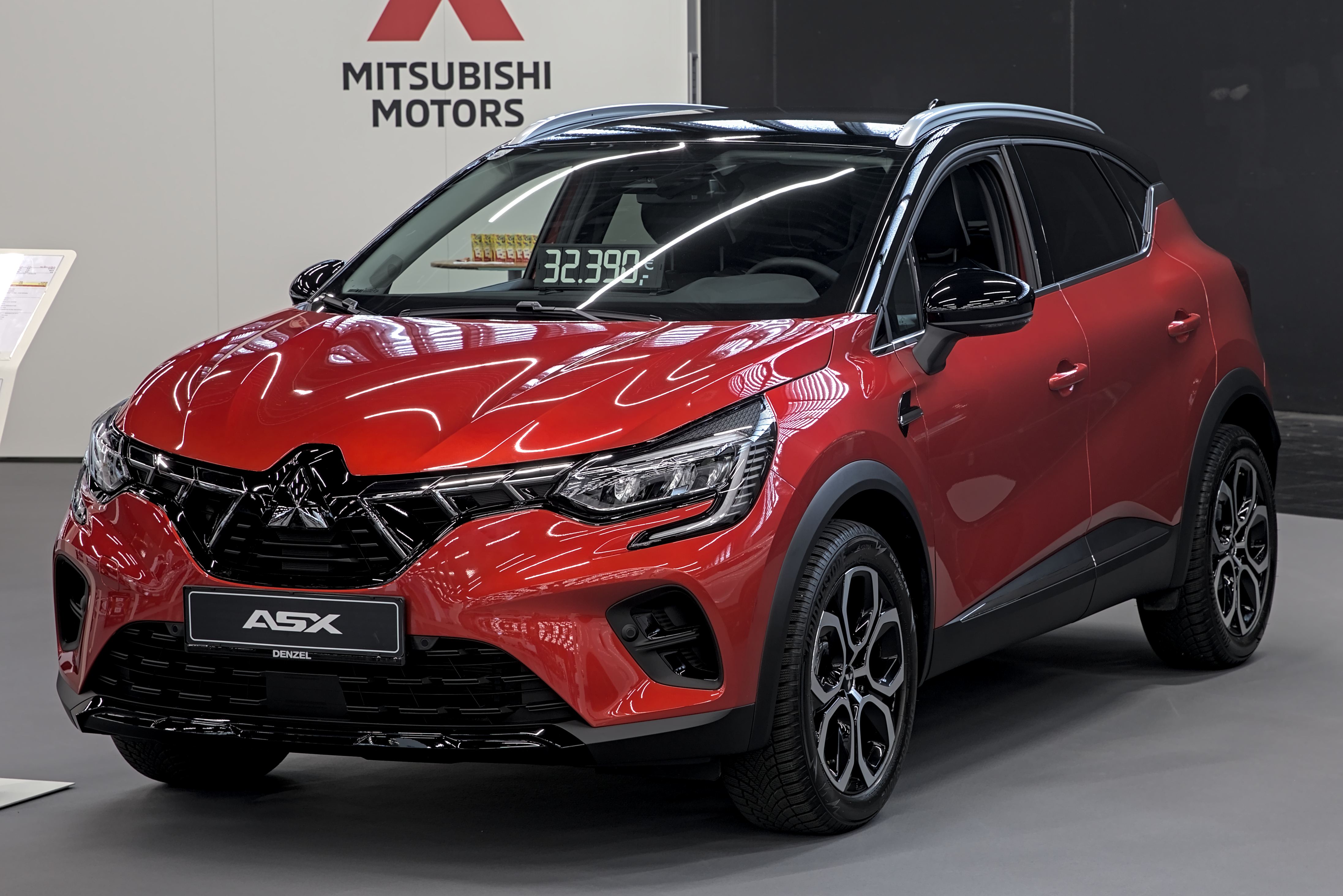
La seconda generazione della Mitsubishi ASX

Ad inizio 2022 la Mitsubishi Motors Europe ha mostrato un teaser della seconda generazione della Mitsubishi ASX sviluppata per il mercato europeo. Presentata a settembre dello stesso anno, si tratta di un rebadge della seconda generazione della Renault Captur, frutto di un accordo tra Mitsubishi Motors e Renault. La nuova Mitsubishi ASX presenta una forma più compatta e motorizzazioni benzina, mild hybrid e ibride, con il lancio che è avvenuto nella primavera 2023. Come la gemella francese, anch'essa è basata sulla piattaforma modulare CMF-B, sviluppata congiuntamente dall'alleanza Renault-Nissan-Mitsubishi.